# NGC 995
NGC 995 este o galaxie lenticulară situată în constelația Andromeda. A fost descoperită în 8 decembrie 1871 de către Édouard Stephan⁠(d). Se află la o distanță de 54,49 de megaparseci de Pământ.